# Шехзаде Сулейман
Шехзаде́ Сулейма́н (осман. شاهزاده سليمان‎ / Şahzade Süleymân; 1610 / 1611 Стамбул — 27 июля 1635, там же) — сын османского султана Ахмеда I и, вероятно,  Кёсем-султан.

## Биография
Шехзаде Сулейман родился в 1610/1611 году и был пятым сыном султана Ахмеда I и, вероятно, третьим сыном Кёсем Султан. Хотя достоверно неизвестно, был ли он сыном Кёсем. Кроме того, Энтони Алдерсон указывает датой рождения шехзаде Мурада - 29 августа 1609 года. Таким образом, Мурад мог быть вторым сыном Ахмеда I от Кёсем. После смерти Ахмеда I на трон должен был взойти единокровный брат Сулеймана, Осман II, а самого шехзаде, как и его братьев ждала незавидная участь — всех их должны были казнить по закону Фатиха. Однако несколькими годами ранее Ахмед I сохранил жизнь брату Мустафе уже после рождения собственных сыновей. Историки считают, что Ахмед I посчитал брата неспособным угрожать его правлению в виду явной психической болезни. Ещё одной из причин отступления Ахмеда от правил явилось влияние матери Сулеймана Кёсем, которая, опасаясь за жизнь сыновей, не желала после смерти султана видеть на троне шехзаде Османа, матерью которого была другая наложница. В итоге, после смерти отца Сулеймана на троне оказался его слабоумный дядя.
Правление бездетного Мустафы было недолгим: в 1618 году произошёл переворот и на троне оказался Осман II. Влияние Кёсем помогло сохранить жизнь её сыновьям и в этот раз. Четыре года спустя произошёл очередной переворот: Осман был свергнут и убит. Однако на троне вновь оказался Мустафа, а не Сулейман, как ожидалось. В 1623 году Мустафу свергли во второй раз. Сулейман в это время вместе с братом Баязидом отсутствовал в Стамбуле. В таких обстоятельствах Кёсем предпочла видеть на троне своего одиннадцатилетнего сына Мурада.
В 1635 году Мурад IV приказал казнить Сулеймана и Баязида. Оба брата были похоронены в Голубой мечети рядом с отцом.